# Acaena
Genre
Acaena est un genre de plantes à fleurs de la famille des Rosaceae.

## Liste des espèces
Selon ITIS (5 juillet 2016) :
- Acaena buchananii
- Acaena exigua Gray
- Acaena microphylla
- Acaena myriophylla Lindl. – cadillo
- Acaena novae-zelandica Kirk
- Acaena pallida (T. Kirk) J. W. Dawson
- Acaena pinnatifida Ruiz et Pavón